# Соларио, Андреа

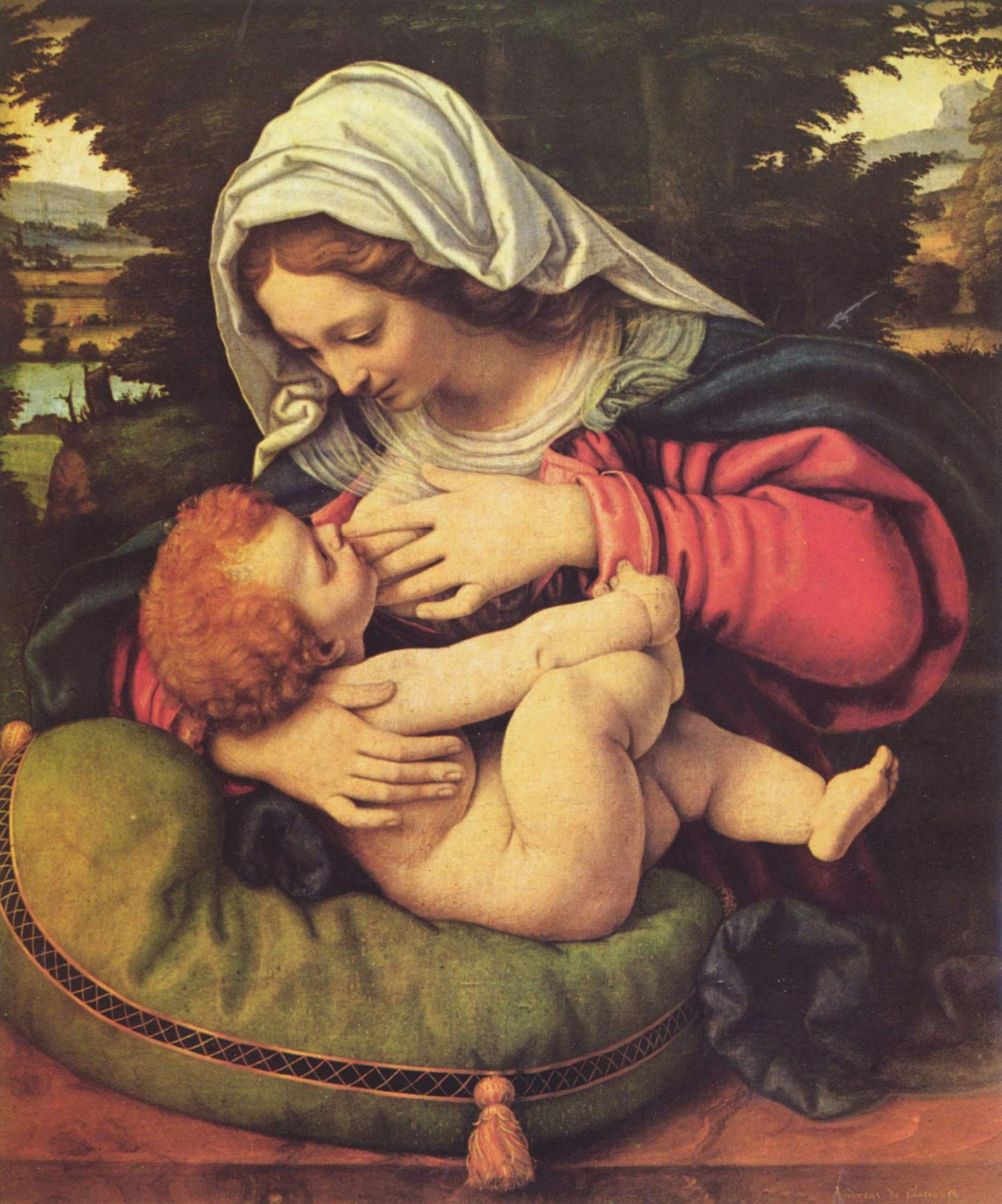
Андреа Соларио. Мадонна с зелёной подушкой. Ок. 1507. Дерево, темпера, масло. Лувр, Париж

Андреа Соларио, Андреа Солари (итал. Andrea Solario, Andrea Solari, 1460, Милан, Ломбардия — 1524, Милан) — итальянский живописец эпохи Возрождения ломбардской школы. Леонардеск — поклонник и последователь творчества Леонардо да Винчи.

## Биография и творчество
Андреа был членом большой семьи инженеров-строителей, каменщиков, живописцев и скульпторов Солари, или Соларио дa Карона, которая происходит из Тессинского кантона итальянской Швейцарии, на что указывает их итальянская фамилия (итал. solario — солнечный). Из этой местности вышли многие знаменитые архитекторы, работавшие, в том числе, и в России.
Живописец Андреа Солари был сыном Бартоломео (или Бертолы), мастера-каменщика и плотника, принадлежавшего к семье Солари дa Карона, плодовитой семье художников, из которой вышел знаменитый архитектор Гвинифорте Солари, герцогский инженер во времена Франческо I Сфорца. Его брат — Кристофоро Солари (?—1527) по прозванию Гоббо (Горбун) был скульптором и первые уроки Андреа получил от него. Затем он учился у Джованни Беллини в Венеции в 1494 году, куда он уехал вслед за своим братом-скульптором, позднее в Милане у Леонардо да Винчи. В 1507 году он отправился в Нормандию, вызванный Жоржем д’Амбуазом, кардиналом и министром французского короля Людовика XII, для украшения капеллы замка в Гайоне, и оставался там до 1509 года. После этого вернулся в Милан.
Андреа Соларио — автор ряда выразительных портретов и картин на библейские сюжеты. При написании портретов он следовал определённому канону: поясное или погрудное изображение, голова дана в три четверти, взгляд устремлён на зрителя. Часто модель помещается на пейзажный фон, фрагмент пейзажа иногда виден в арочном проёме окна, так, как это делал Леонардо да Винчи. Произведения художника отличает чёткость контуров и «плотная» моделировка формы тоном.
Обученный в миланской среде, обновлённой творчеством Леонардо, Солари также испытал влияние венецианской живописи, в том числе Альвизе Виварини, Джованни Беллини и Антонелло да Мессина. Он был знаком с работами фламандских художников. Однако пример Леонардо да Винчи с самого начала был решающим для его развития. Он является одной из главных фигур живописи ломбардского Возрождения.
В Санкт-Петербургском Эрмитаже имеются две картины Андреа Соларио: «Мадонна» и «Христос в терновом венце», ранее поступившие в музей Императорской Академии художеств из собрания графа В. В. Мусина-Пушкина-Брюса.

## Галерея

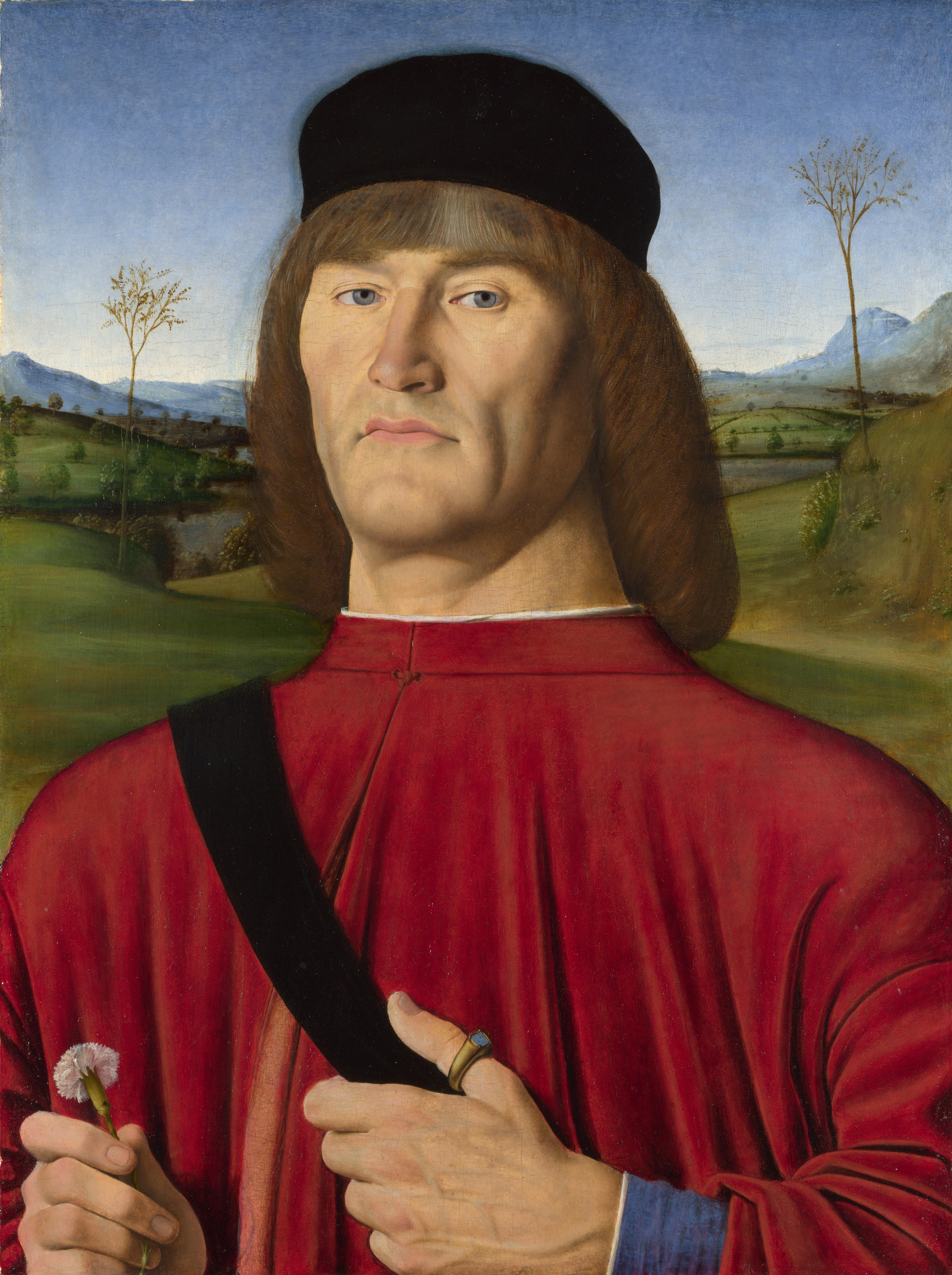
Мужчина с гвоздикой. Ок. 1495. Дерево, темпера, масло. Национальная галерея, Лондон
Лютнистка. 1520-е гг. Дерево, масло. Палаццо Барберини, Рим
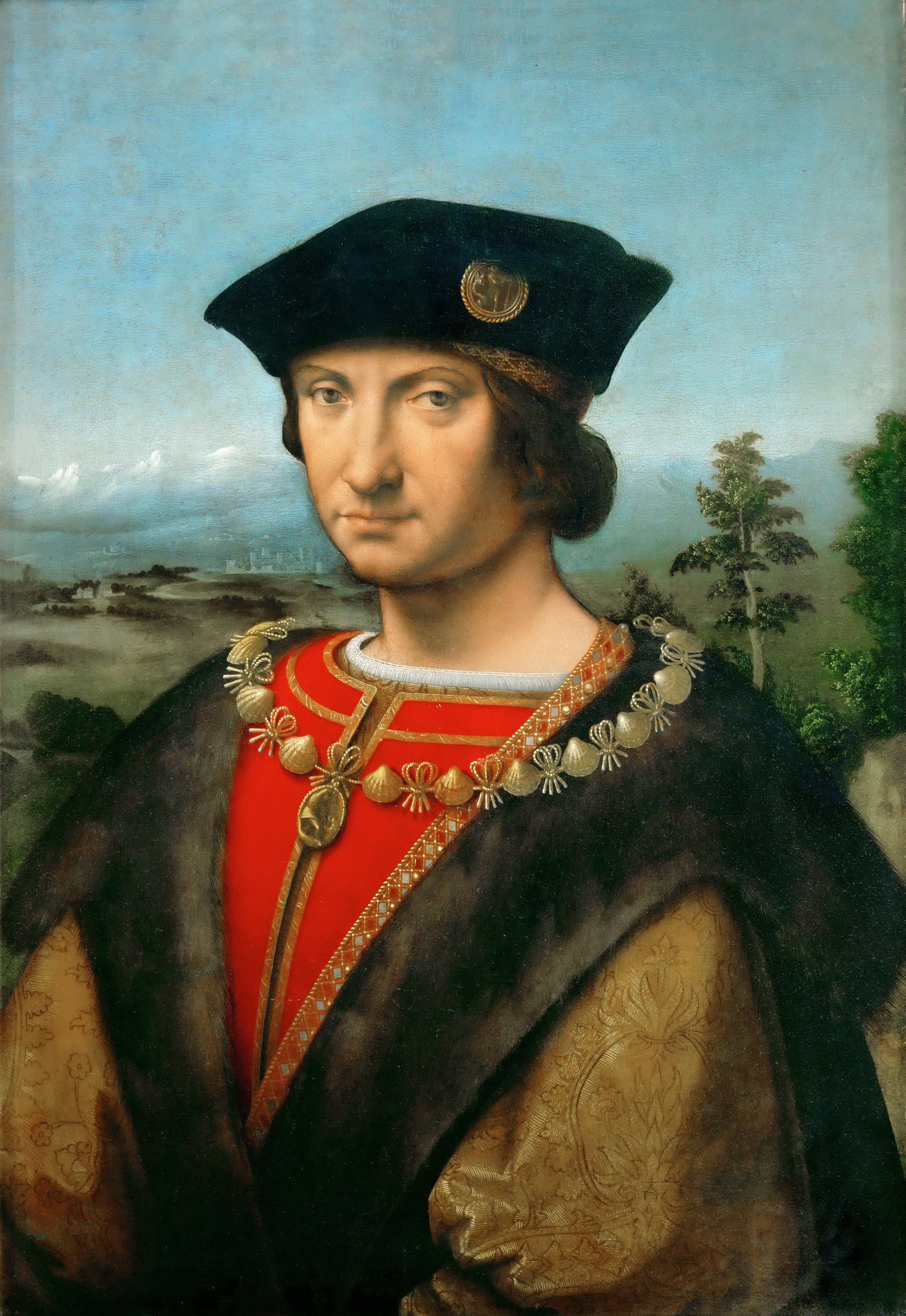
Жорж д'Амбуаз II. Ок. 1507. Дерево, масло. Лувр, Париж
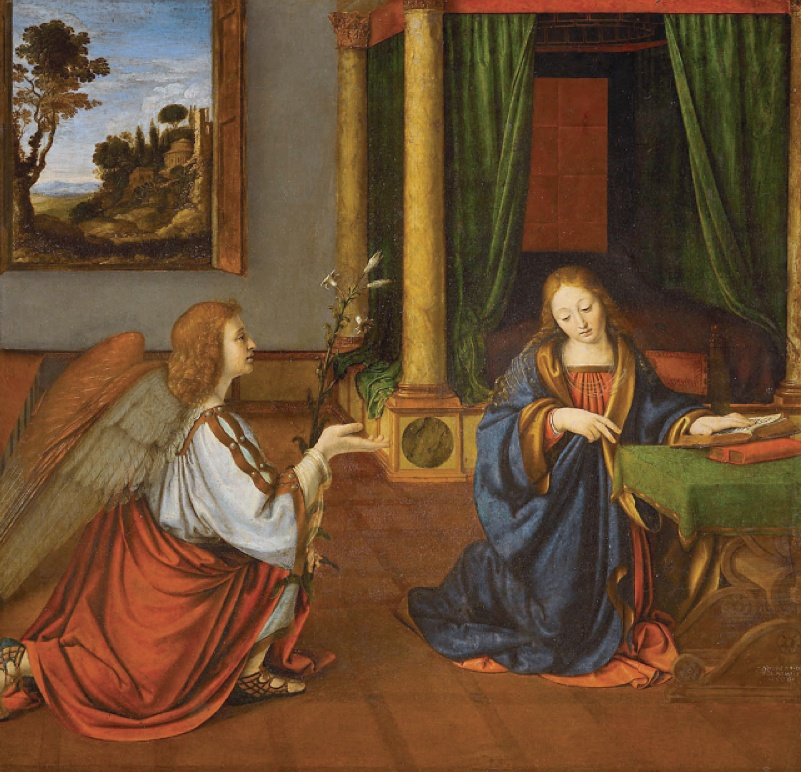
Благовещение. 1506. Дерево, масло. Лувр, Париж
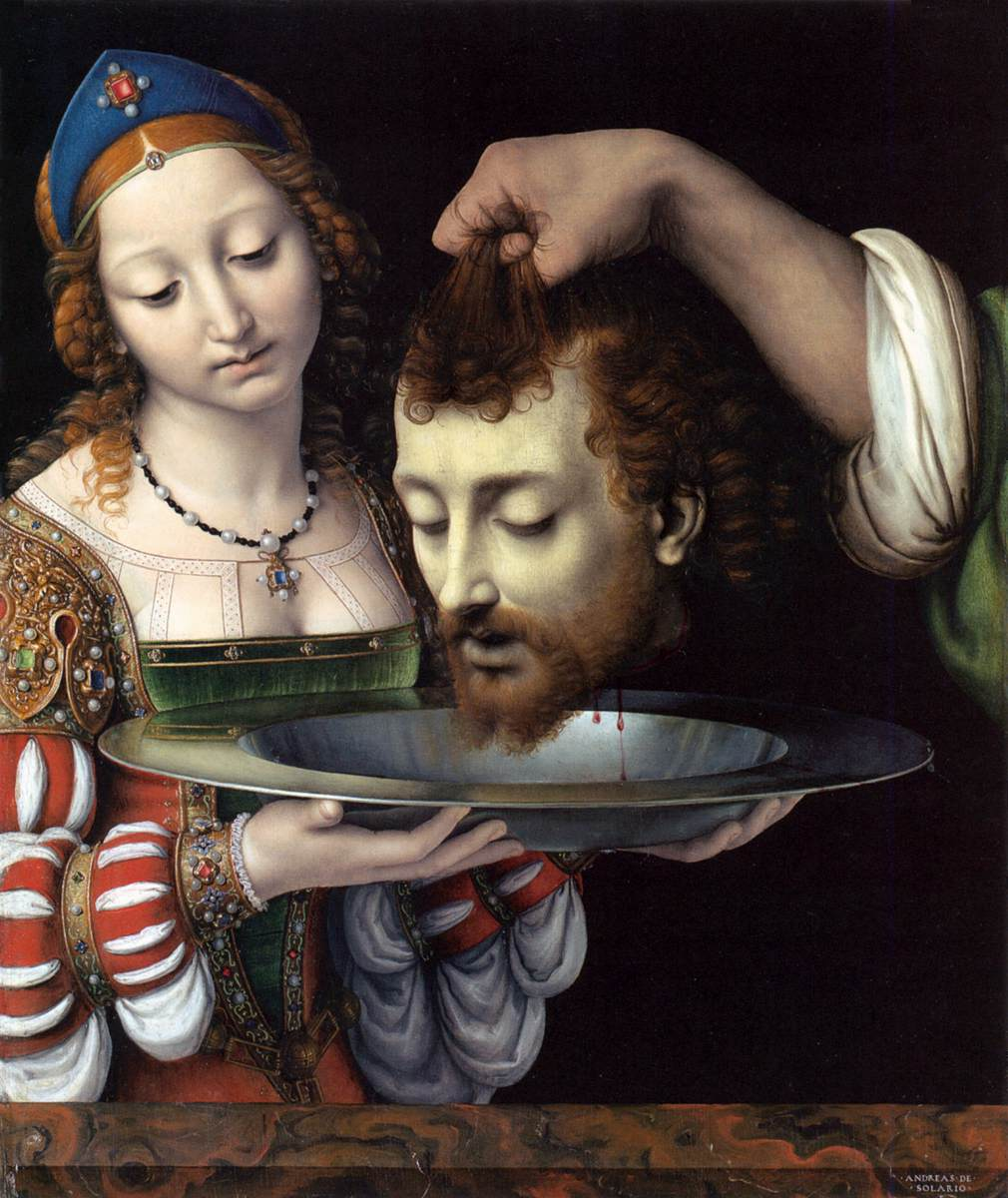
Саломея с головой Иоанна Крестителя. Между 1506 и 1507. Дерево, масло. Метрополитен-музей, Нью-Йорк
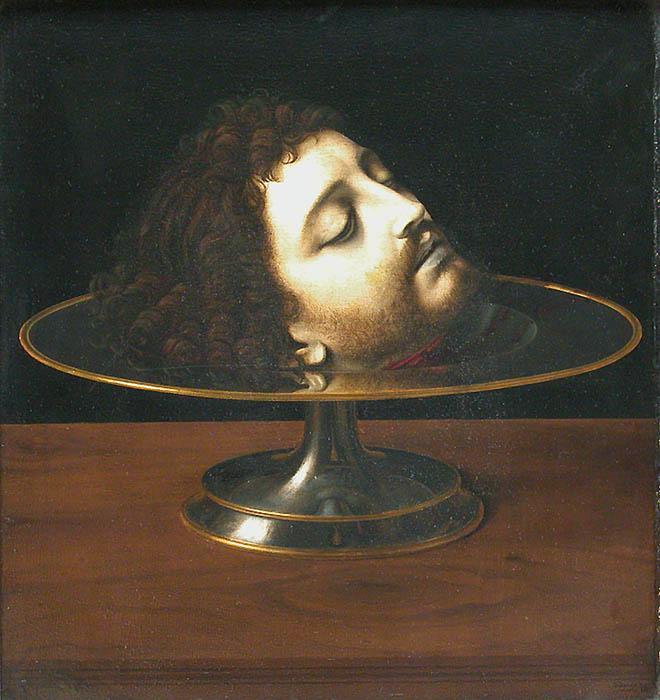
Голова Иоанна Крестителя. 1507. Дерево, масло. Лувр, Париж
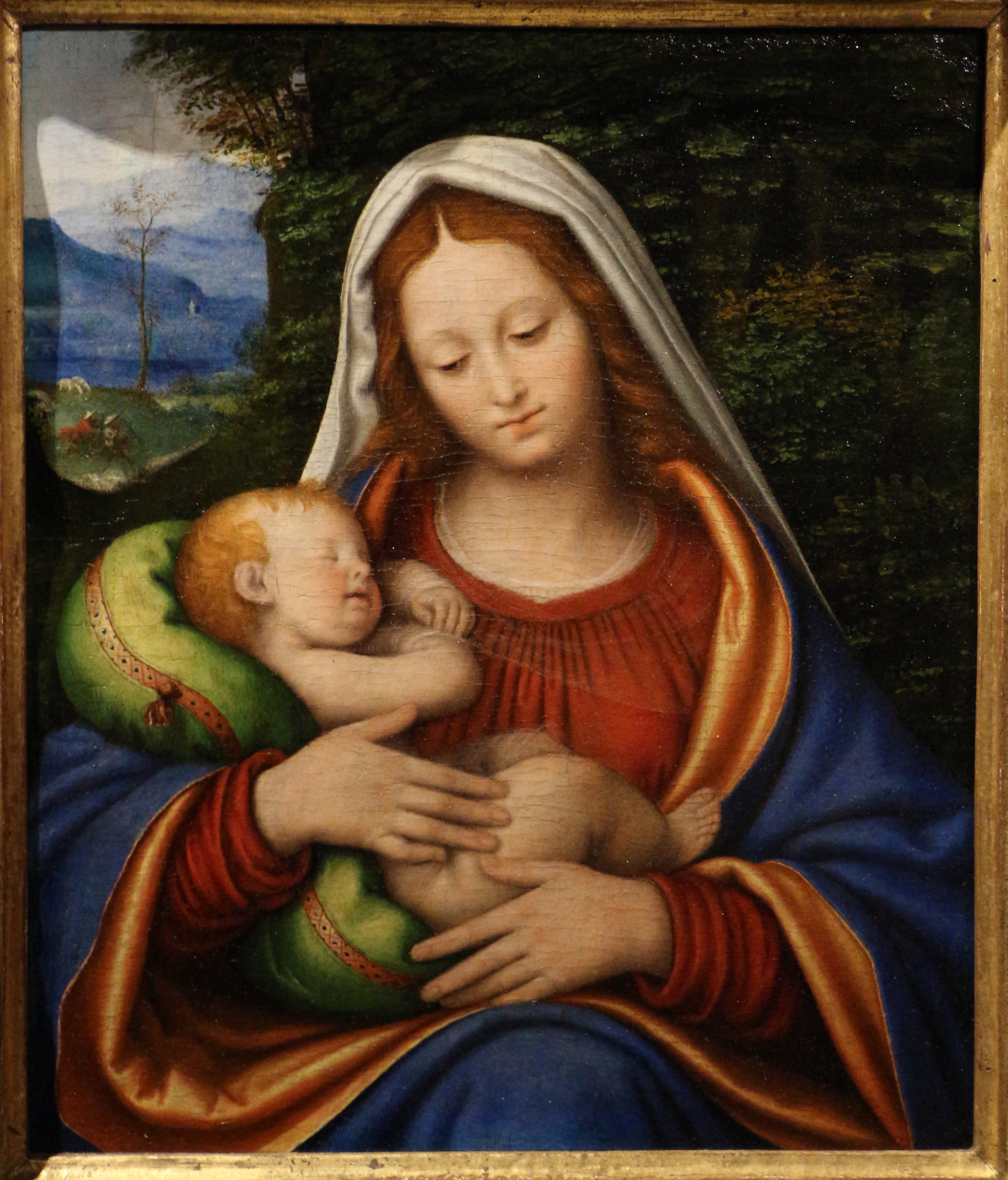
Мадонна с Младенцем. Частное собрание, Парма
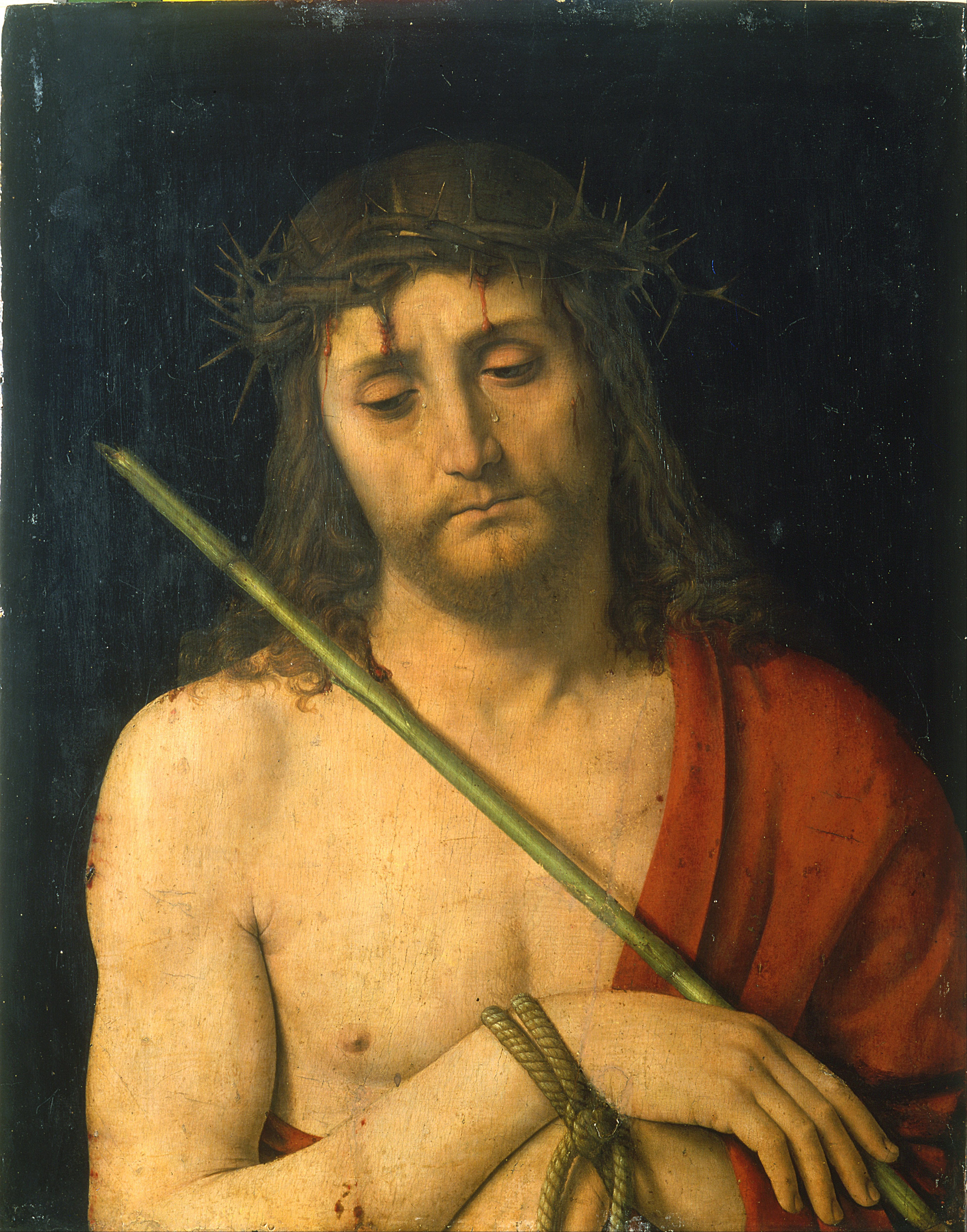
Ecce Homo. Ок. 1506. Дерево, масло. Музей Польди-Пеццоли, Милан
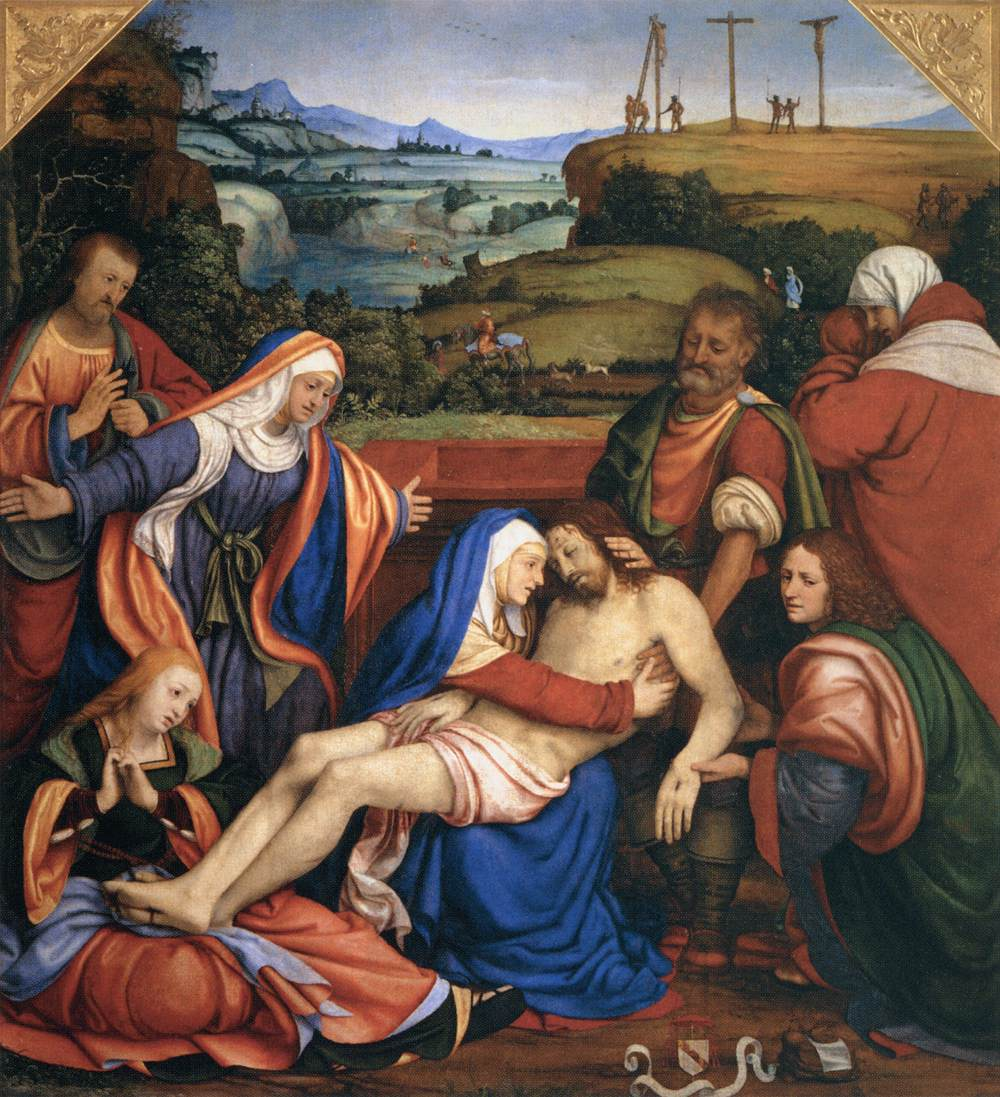
Пьета (Оплакивание Христа). Ок. 1510. Холст, масло. Лувр, Париж